# Federico Bettoni (senatore)

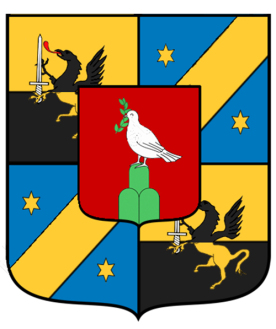
Stemma Bettoni

Federico Bettoni conte Cazzago (Brescia, 10 febbraio 1865 – Firenze, 10 luglio 1923) è stato un politico italiano. Senatore del Regno d'Italia dal 1905 alla sua morte, è stato sindaco di Brescia, Pavone del Mella e Rovato.

## Biografia
Nacque da una famiglia vicina politicamente alla Destra: il padre Francesco fu sindaco di Brescia per l'alleanza clerico-moderata tra il 1895 e il 1898, mentre lo zio Ludovico fu deputato e senatore per i liberal moderati bresciani. Da giovane iniziò ad ammirare la figura di Giuseppe Zanardelli e si allontanò politicamente dal resto della famiglia. Si legò quindi al club del politico bresciano che negli anni ottanta dominava le amministrazioni comunali e provinciali di Brescia, ma che nel decennio seguente entrò in crisi quando i liberali moderati si allearono con i cattolici. In questo periodo, Bettoni Cazzago divenne il più giovane presidente degli Spedali civili e fu nominato nel consiglio d'amministrazione della Banca Commerciale di Brescia.
Entrò per la prima volta in consiglio comunale dopo le elezioni di rinnovo parziale del 9 luglio 1899 che videro la conferma dell'alleanza clerico-moderata a discapito degli zanardelliani. Nello stesso anno fu eletto sindaco di Pavone del Mella, carica che mantenne per tre anni. A Brescia, come membro dell'opposizione partecipò alla costruzione del "Blocco popolare": un'alleanza fra gli zanardelliani, riuniti attorno al quotidiano La Provincia di Brescia, i repubblicani, guidati dall'onorevole Onorato Comini e coordinati dal periodico Il Fascio, e i socialisti del settimanale Brescia Nuova. Il Blocco vinse le elezioni parziali del 22 giugno 1902, formando uno stallo in consiglio, in quanto entrambe le fazioni politiche ebbero la metà dei seggi: la giunta clerico-moderata, guidata da Carlo Fisogni, fu costretta a dimettersi. Il governo Zanardelli sciolse il consiglio comunale e convocò le elezioni generali per il 10 agosto. Il voto fu favorevole al blocco popolare che ottenne 48 seggi su 60 disponibili: Bettoni Cazzago fu ritenuto il principale artefice del successo e il nuovo consiglio comunale lo elesse sindaco con 40 voti.
La Giunta di Bettoni Cazzago pose le basi per un rinnovo totale dell'amministrazione locale: introdusse una riforma tributaria a favore delle classi meno agiate e nel 1904 organizzò un'esposizione industriale presso il Castello per far conoscere al pubblico le attività commerciali della provincia. 
Le elezioni amministrative parziali del 3 luglio 1904 confermarono il Blocco popolare. Nel settembre seguente, per protestare contro le repressioni delle proteste dei minatori a Buggerru, il PSI nazionale indisse uno sciopero generale. Gli zanardelliani e i repubblicani chiesero alla Camera del Lavoro di Brescia di non aderire, ma, dopo un'iniziale titubanza, i socialisti decisero di partecipare comunque alla protesta, generando il caos in città tra il 18 e il 19 settembre. A giudizio del sindaco, il patto alla base del Blocco era dunque venuto meno e il 7 ottobre presentò le sue dimissioni. In seguito, i consiglieri comunali di maggioranza ed opposizione si rifiutarono di partecipare alle sedute provocando la caduta del consiglio. Il Governo Giolitti attese a nominare un commissario perché volle concentrarsi sulle elezioni politiche di novembre: solo ad elezioni avvenute, il Prefetto ottenne la conferma delle intenzioni di Bettoni Cazzago e nominò un commissario, Nunzio Vitelli, che si insediò il 17 dicembre 1904.
Le nuove elezioni comunali generali furono indette il 26 febbraio 1905. Bettoni Cazzago fece parte della nuova lista del Blocco, ristretto agli zanardelliani e ai repubblicani, che venne sconfitta dall'alleanza clerico-moderata. Pochi giorni dopo, il 4 marzo, ottenne la nomina a Senatore e si insediò nella nuova carica il 6 aprile. In Senato partecipò alla commissione Finanza ed entrò nel Consiglio superiore per l'emigrazione.
Nell'estate del 1905 fu eletto anche consigliere provinciale in rappresentanza del mandamento di Rovato, mantenendo tale carica fino al luglio 1914. Nel mese seguente fu eletto sindaco del comune franciacortino. Durante la prima guerra mondiale fu uno degli organizzatori del "Fascio parlamentare di difesa nazionale" assieme al cugino Vincenzo Bettoni Cazzago.
Nel marzo del 1920 divenne membro del consiglio d'amministrazione della Banca Commerciale Italiana che un quindicennio prima aveva assorbito la corrispondente bresciana. In occasione delle elezioni amministrative di Brescia dell'autunno 1920, propugnò la nascita di un Blocchissimo: un'alleanza che avrebbe dovuto contrastare l'ascesa dei socialisti e che avrebbe compreso liberali moderati, liberali zanardelliani, popolari, repubblicani e fascisti. L'esito dell'esperimento fu all'inizio positivo in quanto portò all'elezione dello zanardelliano Luigi Gadola a sindaco di Brescia e alla conferma di Donato Fossati alla presidenza della Deputazione provinciale. In seguito, la variegata composizione delle alleanze avrebbe reso sempre più deboli queste amministrazioni e il movimento fascista ne avrebbe preso il sopravvento: il Governo Mussolini avrebbe commissariato il comune, nel marzo 1923, e la provincia, nel gennaio 1924.
Bettoni ebbe il tempo di appoggiare in Senato la nascita del nuovo governo nazionale: morì il 10 luglio 1923 alla stazione di Firenze Santa Maria Novella, mentre stava partendo per Roma, dopo essere stato ricoverato giorni prima all'Ospedale di Santa Maria Nuova per un attacco uricemico.